# Italië op de Olympische Zomerspelen 1900
Italië nam deel aan de Olympische Zomerspelen 1900 in Parijs, Frankrijk.

## Medailleoverzicht
| Sport        | Olympiër(s)               | Onderdeel         | Medaille |
| ------------ | ------------------------- | ----------------- | -------- |
| Paardensport | Gian Giorgio Trissino     | hoogspringen      | Goud     |
| Schermen     | Antonio Conte             | sabel masters (m) | Goud     |
| Wielersport  | Enrico Brusoni            | puntenkoers (m)   | Goud     |
| Paardensport | Giovanni Giorgio Trissino | verspringen       | Zilver   |
| Schermen     | Italo Santelli            | sabel masters (m) | Zilver   |

## Deelnemers
(m) = mannen, (v) = vrouwen, (g) = gemengd

### Atletiek
| Olympiër        | Discipline | Resultaat | Prestatie      |
| --------------- | ---------- | --------- | -------------- |
| Umberto Colombo | 100m (m)   | series    | serie 3: 3de   |
| Umberto Colombo | 400m (m)   | series    | serie 3: 4-5de |
| Emilio Banfi    | 800m (m)   | series    | serie 2: 4-6de |

### Paardensport
| Olympiër                   | Discipline       | Resultaat | Prestatie |
| -------------------------- | ---------------- | --------- | --------- |
| Uberto Visconti di Modrone | springconcours   | 4-37e     |           |
| Gian Giorgio Trissino      | springconcours   | 4-37e     |           |
| Uberto Visconti di Modrone | hoogspringen     | 7-19e     |           |
| Gian Giorgio Trissino      | hoogspringen     | Goud      |           |
| Uberto Visconti di Modrone | verspringen      | 9-17e     |           |
| Gian Giorgio Trissino      | verspringen      | Zilver    |           |
| Elvira Guerra              | chevaux de selle | 5-51e     |           |

### Schermen
| Olympiër          | Discipline         | Resultaat   | Prestatie                                     |
| ----------------- | ------------------ | ----------- | --------------------------------------------- |
| Olivier Collarini | degen (m)          | 1e ronde    | 1ste ronde groep E: 3-6de                     |
| Giunio Fedreghini | degen (m)          | 1e ronde    | 1ste ronde groep P: 3-7de                     |
| Giuseppe Giurato  | degen (m)          | kwartfinale | 1ste ronde groep K: 1ste kwartfinale D: 4-6de |
| Olivier Collarini | floret (m)         | 25e         |                                               |
| Giunio Fedreghini | floret (m)         | 38e         |                                               |
| Giuseppe Giurato  | floret (m)         | 38e         |                                               |
| Palardi           | floret (m)         | 38e         |                                               |
| Antonio Conte     | floret masters (m) | 4e          |                                               |
| Italo Santelli    | floret masters (m) | 7e          |                                               |
| Giunio Fedreghini | sabel (m)          | 1e ronde    | 1ste ronde groep A: 5-8ste                    |
| Stagliano         | sabel (m)          | 1e ronde    | 1ste ronde groep B: 5-8ste                    |
| Antonio Conte     | sabel masters (m)  | Goud        |                                               |
| Italo Santelli    | sabel masters (m)  | Zilver      |                                               |
| Orazio Santelli   | sabel masters (m)  | 8e          |                                               |

### Turnen
| Olympiër          | Discipline               | Resultaat | Prestatie  |
| ----------------- | ------------------------ | --------- | ---------- |
| Camillo Pavanello | individuele meerkamp (m) | 28e       | 255 punten |

### Wielersport
| Olympiër         | Discipline      | Resultaat    | Prestatie                                                                           |
| ---------------- | --------------- | ------------ | ----------------------------------------------------------------------------------- |
| Romulo Bruni     | sprint (m)      | series       | serie 2: 4-8ste                                                                     |
| Enrico Brusoni   | sprint (m)      | kwartfinale  | serie 4: 2de kwartfinale 6: 2de                                                     |
| Luigi Colombo    | sprint (m)      | series       | serie 7: 4-7de                                                                      |
| Jacques Droëtti  | sprint (m)      | series       | serie 6: 4-8ste                                                                     |
| Antonio Restelli | sprint (m)      | halve finale | serie 9: 1ste in 1.37,6 (OR) kwartfinale 4: 1ste in 1.52,4 (OR) halve finale 2: 2de |
| Giacomo Stratta  | sprint (m)      | kwartfinale  | serie 1: 2de kwartfinale 1: 2de                                                     |
| Vianzino         | sprint (m)      | series       | serie 2: 4-8ste                                                                     |
| Enrico Brusoni   | puntenkoers (m) | Goud         | 21 punten                                                                           |
| Luigi Colombo    | puntenkoers (m) | 12e          | 1 punt                                                                              |
| Giacomo Stratta  | puntenkoers (m) | 9e           | 2 punten                                                                            |

### Zwemmen
| Olympiër       | Discipline           | Resultaat | Prestatie                                           |
| -------------- | -------------------- | --------- | --------------------------------------------------- |
| Paolo Bussetti | 200m vrije slag (m)  | 17e       | serie 1: 5de in 3.35,0                              |
| Fabio Maioni   | 4000m vrije slag (m) | 6e        | serie 3: 1ste in 1:25.16,6 finale: 6de in 1:18.25,4 |
| Paolo Bussetti | 200m rugslag (m)     | 7e        | serie 1: 4de in 4.09,2 finale: 7de in 3.45,0        |

Argentinië · Australië · België · Bohemen · Brits-Indië · Canada · Cuba · Denemarken · Duitsland · Frankrijk · Griekenland · Groot-Brittannië · Haïti · Hongarije · Iran · Italië · Luxemburg · Mexico · Nederland · Noorwegen · Oostenrijk · Peru · Roemenië · Rusland · Spanje · Verenigde Staten · Zweden · Zwitserland · Gemengde teams